# سیارک ۱۸۸

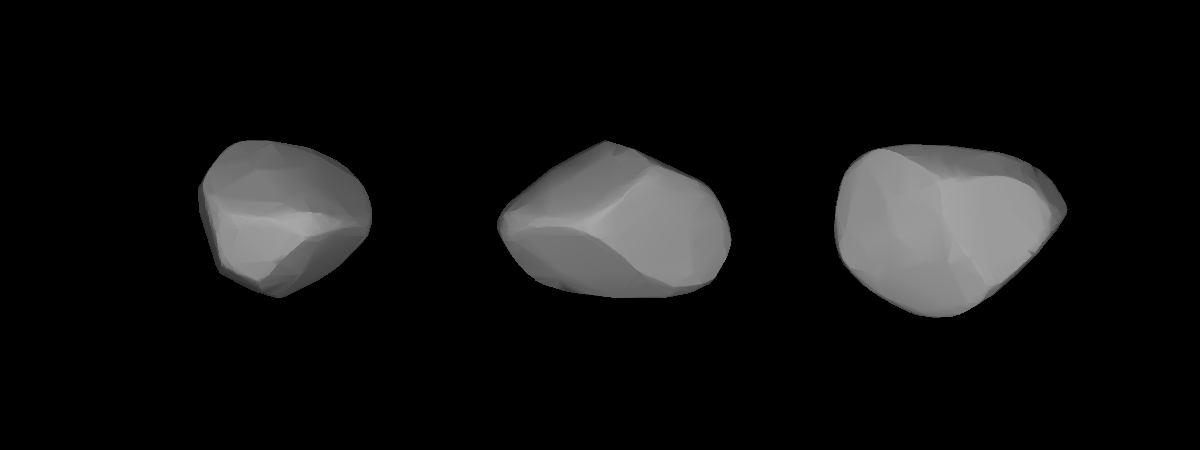
مدل سه‌بُعدی سیارک ۱۸۸ بر اساس منحنی نور آن

سیارک ۱۸۸ (به انگلیسی: 188 Menippe) صد و هشتاد و هشتمین سیارک کشف شده‌است که در ۱۸ ژوئن ۱۸۷۸ کشف شد.
قدر مطلق سیارک برابر ۹٫۲۲ است.